# Sergio Rondina
Sergio Gabriel „Huevo” Rondina (ur. 11 marca 1971 w San Antonio de Padua) – argentyński piłkarz pochodzenia włoskiego występujący na pozycji pomocnika, trener piłkarski, od 2024 roku prowadzi Quilmes.